# رز کوچک
رُز کوچک (لهستانی: Różyczka) یک فیلم درام لهستانی به کارگردانی یان کیداوا-بووینسکی است که در سال ۲۰۱۰ منتشر شد.

## بازیگران
- آندژی سورین
- ماگدالنا بوچارسکا
- روبرت وینتسکیویچ
- یاتسک براچیاک
- گراژینا شاپوووفسکا
- یان فریچ
- کشیشتف گلوبیش
- ووادیسواف کووالسکی
- آندژی بلومنفلد
- آنا ایلچوک
- بارتوئومیئی فیرلت
- مارچین چارنیک
- یوآنا پوکویسکا
- میه‌چیسواف خرینیه‌ویچ
- ویتولد ویلینسکی
- یژی کاماس
- ایزابلا اولشفسکا
- یانوش خابیور
- آرتور یانوشاک
- پاوئو نوویش
- الکساندر بدناش
- یاکوب کامینسکی